# Kaposkeresztúr
Kaposkeresztúr là một thị trấn thuộc hạt Somogy, Hungary. Thị trấn này có diện tích 19,8 km², dân số năm 2010 là 340 người, mật độ 17 người/km².